# Manami Nakano
Manami Nakano (中野 真奈美, 30 d'agost de 1986) és una futbolista japonesa.

## Selecció del Japó
Va debutar amb la selecció del Japó el 2010. Va disputar 12 partits amb la selecció del Japó.

## Estadístiques
| Selecció del Japó | Selecció del Japó | Selecció del Japó |
| Anys              | Partits           | Gols              |
| ----------------- | ----------------- | ----------------- |
| 2010              | 10                | 2                 |
| 2011              | 0                 | 0                 |
| 2012              | 1                 | 0                 |
| 2013              | 1                 | 0                 |
| Total             | 12                | 2                 |